# Reichenows specht
De Reichenows specht (Campethera scriptoricauda) is een vogel uit het geslacht Campethera van de familie spechten (Picidae). De Nederlandse naam verwijst naar de Duitse ornitholoog Anton Reichenow die deze vogel in 1896 voor het eerst geldig heeft beschreven.

## Verspreiding en leefgebied
Deze soort komt voor van Tanzania tot Malawi en Mozambique.

## Status
De grootte van de populatie is niet gekwantificeerd maar de soort wordt omschreven als plaatselijk algemeen. Op de Rode lijst van de IUCN heeft deze soort de status niet bedreigd.